# Ingrisma sakaii
Ingrisma sakaii är en skalbaggsart som beskrevs av Franz Antoine 2000. Ingrisma sakaii ingår i släktet Ingrisma och familjen Cetoniidae. Inga underarter finns listade i Catalogue of Life.